# Mas de l'Espasa
El Mas de l'Espasa és jaciment arqueològic datat al Paleolític mitjà al municipi de Calafell, a la comarca del Baix Penedès, declarat Bé cultural d'interès local.
És damunt del torrent de Montpaó, a la finca del Mas de l'Espasa.
Entre els materials trobats en superfície, cal destacar la presència de sílex, així com fragments ceràmics els quals semblen assenyalar l'existència d'una fase epipaleolítica amb duració fins al Neolític.